# Благодетелев, Павел Сергеевич
Павел Сергеевич Благодетелев (1908—1988) — майор Советской Армии, участник Великой Отечественной войны, Герой Советского Союза (1945).

## Биография
Родился 28 июня 1908 года в посёлке Старь (ныне — Дятьковский район Брянской области) в рабочей семье. В 1930 году окончил Ленинградский институт советского строительства и права, после чего работал адвокатом в юридической консультации в городе Мосальске Калужской области.
В июле 1941 года был призван на службу в Рабоче-крестьянскую Красную Армию. В 1942 году Благодетелев окончил Смоленское артиллерийское училище (эвакуированное в Ирбит), после чего был направлен на фронт. В 1944 году вступил в ВКП(б). К январю 1945 года гвардии старший лейтенант Павел Благодетелев командовал батареей 467-го гвардейского миномётного полка (7-го гвардейского танкового корпуса, 3-й гвардейской танковой армии 1-го Украинского фронта). Отличился во время форсирования Одера.
23 января 1945 года Благодетелев одним из первых в своём подразделении форсировал Одер в районе города Оппельн (ныне — Ополе, Польша). В ходе боя за захват плацдарма он нанёс миномётный удар по скоплению немецких пехотных сил, сорвав тем самым их контратаку и обеспечив успешную переправу советских подразделений через реку. За один день батарея Благодетелева отбила две немецких контратаки, уничтожив при этом 6 пулемётов, 9 автомашин и 2 бронетранспортёра.
Указом Президиума Верховного Совета СССР от 10 апреля 1945 года гвардии старший лейтенант Павел Благодетелев был удостоен высокого звания Героя Советского Союза с вручением ордена Ленина и медали «Золотая Звезда».
После окончания войны продолжил службу в Советской Армии. В 1952 году он окончил Высшую офицерскую артиллерийскую школу. В 1958 году в звании майора вышел в отставку. Проживал и работал в Кишинёве. Похоронен на Центральном кладбище Кишинева.

## Награды
Был также награждён двумя орденами Отечественной войны 1-й степени и двумя — 2-й степени, двумя орденами Красной Звезды, а также рядом медалей.